# Culicoides atchleyi
Culicoides atchleyi är en tvåvingeart som beskrevs av Wirth och Blanton 1969. Culicoides atchleyi ingår i släktet Culicoides och familjen svidknott. Inga underarter finns listade i Catalogue of Life.